# 中世の大砲
中世の大砲には、中世に使用された重火器が含まれています。期間の後、武器の3つの主要なクラスが肩をこすります  ：トーション武器は、スプリングマシン、バランスアーム、そして最終的には火器とも呼ばれます。

## 一般原則
使用する武器の種類が何であれ、目標はエネルギーを蓄積し、それを残酷に放出することです。ねじり兵器では、エネルギーの蓄積を保証するのは部品の機械的ねじれです。振り子機の場合、高いカウンターウェイトは、カウンターウェイトが下降するときに放出されるポテンシャルエネルギーを保存します。最後に、銃器の場合、エネルギーは火薬の燃焼に起因する高温ガスの突然の放出、つまり爆燃によって放出されます。 

## ねじり武器

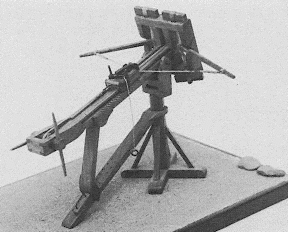
バリスタ

それらは古代からヨーロッパで知られています、それらはすでにギリシア人 、そしてローマ 人によって使われているからです。それらはアークの原理に基づいて動作し、その一般的な形を取ります。しかし、それらは非常に大きいため、一人の男の力ではセンターピースのねじれを確保するのに十分ではありません。ねじりトルクは、両端に取り付けられ、ウィンチなどの機械的手段によって張力がかけられたロープによって得られます。 カタパルトという名前でより一般的に知られている、それらの使用は、送られた発射物のタイプに応じて2つの変種を知っています。 
1つ目は、発火可能かどうかに関係なく特性を送信します。これは、 バリスタまたは重いサソリとその後の開発、 クロスボウターンの場合であり、ねじれを受ける材料としての木の金属を置き換えます。彼らは弓とまったく同じ原理で動作します。 
2番目のカテゴリは弾丸を発射します  ：弓のロープは、送信する発射体が置かれているスプーンで終わるレバーに作用します。それはローマ人が月見草として知っていた機械です。彼女はグレコローマンバリスタと呼ばれることもあります。負荷を送信するこのシステムは、 XIII 番目に放棄されます 世紀 、その性能はバランスマシンのそれらに取って代わられています。 

## 振り子の武器
最初の既知の振り子機は、エネルギーを蓄えることなく作動しました。中国人によるこのような機械の使用は、キリスト教時代の数世紀前に言及されています。天秤は、長い木製の梁（ ロッドとも呼ばれます）で構成され、その端には、送る荷物を置くポケットが取り付けられています。もう一方の端は男性のグループによって引っ張られました。そのため、振り子はレバレッジを利用して請求を送信しました。 中国人との接触の結果として、 サラセン人もこれらの機械の使用を開始し、 XI 世紀頃に十字軍を通してヨーロッパに現れましたXI  世紀 。彼らはピアスとして知られていました 。このマシンはいくつかの改善が行われます  ：最初に、ペニスに作用する牽引の動きを加速するのに役立つカウンターウェイトをペニスに配置します。その後、 ブリコラージュと呼ばれます。 

### カウンターウエイト武器

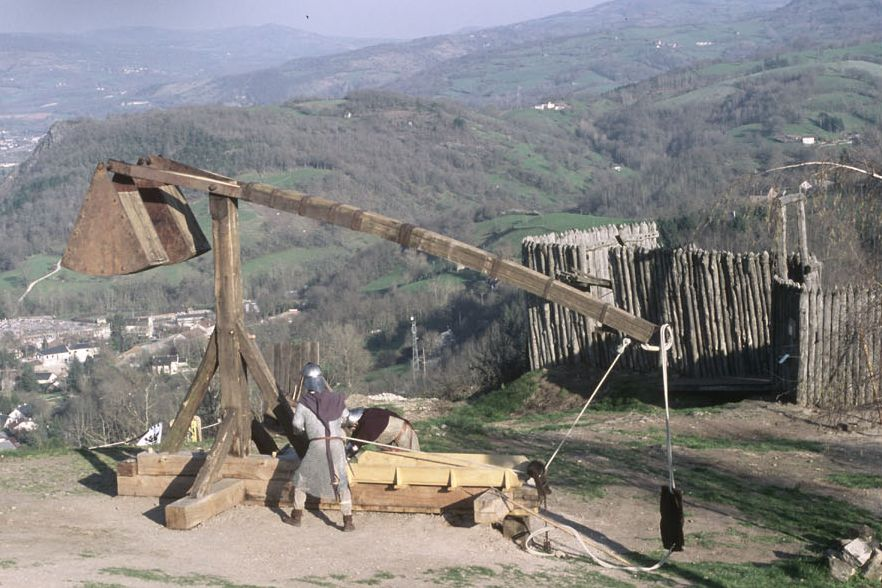
実際の撮影couillard Calmont D'オルト、アヴェロン県の城に（も消さ呼ばれる）を

その後、機械の寸法が大きくなり、カウンターウェイトの質量が増加します。発射体を発射するために男を引く必要はもうありません。マシンを使用する前にカウンターウェイトを上げるために使用されます。カウンターウェイトが解放されると、発射体はてこによって排出されます。これらの機械は、サラセン人とヨーロッパ人の間で並行して進化しました。これらはと呼ばれるマシンですmangonels XIIの冒頭で登場しました  。 キャリアホイールと呼ばれる後にウインチを追加します。そこにはハッチとも呼ばれるカウンターウェイトを持ち上げるために1人以上の男性が置かれました。 
これらの機械はまだ成長し、天びんに取り付けられたカウンターウェイトによって引き起こされる振動は、機械自体の安定性を損なうことさえもあり、機械の発射の精度に影響を与え始めました。当時の技術者たちが見つけたパレードは、ペニスに対してカウンターウェイトを明確にすることでした。このマシンは、 トレビュシェットと呼ばれます。これは、 XII使用されます    防衛を破壊することを目的とした包囲兵器としての 。これらのマシンは、200メートル強の距離で最大140キログラムの弾丸を発射できます。 
しかし、トレビュシェットの発射速度が遅いこと（1発から30分程度）およびその操作に必要な労力-それを行うには、60人以上の召使が必要でした。機能-特定の状況で使用できないようにします。小型でよりコンパクトなモデルが開発されました。 クーリヤード（biffaとも呼ばれます ）は、カウンターウェイトをペニスの両側にある2つの部分に分割し、彼の名前を得ました。クラフトの動作はXIVに登場し、4〜8人のチームが必要でした  。彼は1時間に約10発を発射し、80キログラムの弾丸を180メートルまで送ることができました。 XVI 世紀から  、これらのカウンターバランスマシンは、銃器に置き換えられて忘却に陥ります。 
次の表は、これらの各カウンターウエイト武器の特性を比較しています  ： 
| 機械       | 期間                       | スコープ         | ボール重量         | 発射速度                   | サーバント   | 特権使用 |
| ---------- | -------------------------- | ---------------- | ------------------ | -------------------------- | ------------ | -------- |
| Pierrière  | 12世紀-15世紀 (?-XV)       | 40から80メートル | 3から12キログラム  | 毎分1ショット（高速）      | 8から16      | 守備     |
| Bricole    | 12世紀-15世紀 (XII - XV)   | 最大80メートル   | 10から30キログラム | 1分間に1ショット（高速）   | 20           | 防御的   |
| マンゴノー | 12世紀-15世紀 (XII - XV)   | 160メートル      | 最大100キログラム  | 1時間あたり2ショット（低） | 12 +職人     | 攻撃的   |
| Trebuchet  | 12世紀〜16世紀 (XII - XVI) | 最大220メートル  | 最大140キログラム  | 1〜2ショット/時（低）      | 60〜100      | 攻撃的   |
| Couillard  | 14世紀〜16世紀 (XIV - XVI) | 180メートルまで  | 30から80キログラム | 1時間あたり10ショットまで  | 4から8 +職人 | 汎用性   |

## 銃器

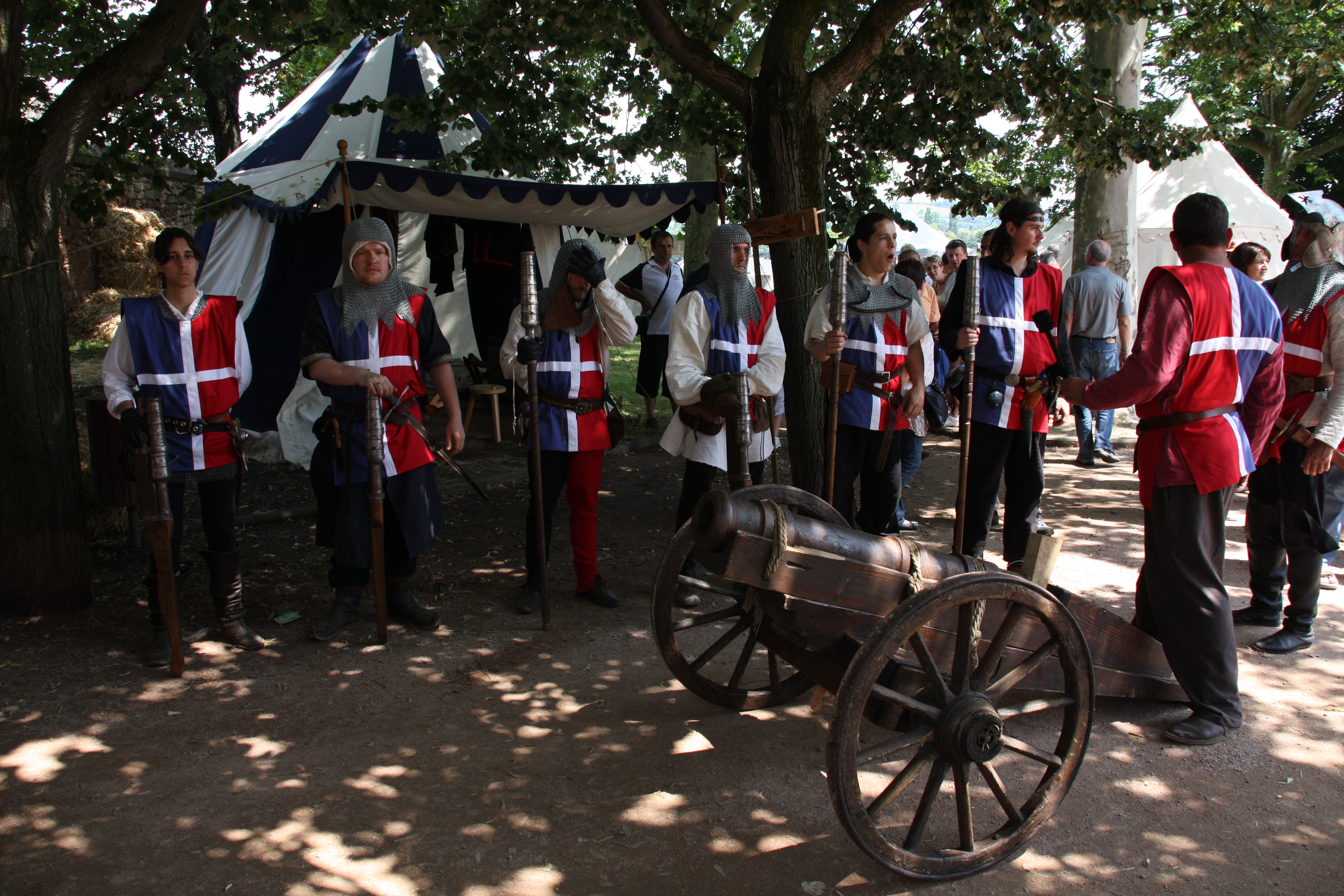
中世の大砲。

これらの武器は、ロケットアームと同じ経路をたどる黒い粉の爆発に基づいています。 中国から中東経由でヨーロッパへ。最初の銃または砲撃はXIV 世紀の初めに登場しました ヨーロッパのXIV 。
彼らの存在は 1346年 のクレシーの戦いを特に証明しています。逆説的に、釣り合いのとれた武器と銃器は2世紀以上にわたって共存します。実際、黒い粉は製造に費用がかかり、最初の銃は立っている男性にとって危険でした。これらの武器の段階的な制御と継続的な開発により、他の既知の大砲よりも優位性を主張できます。 XVI  世紀 、それらの使用は広まっています。これらの武器のその後の開発は、今日知られているように、地対地の大砲を提供します。 